# کارل بویر
کارل بنیامین بویر (به انگلیسی: Carl Benjamin Boyer) (زاده ۳ نوامبر ۱۹۰۶ در هلرتاون-درگذشته ۲۶ آوریل ۱۹۷۶ در نیویورک) تاریخنگار ریاضیات اهل آمریکا بود.

## زندگینامه و آثار
بویر در دانشگاه کلمبیا تحصیل کرد و در آنجا تا درجه فوق لیسانس ریاضی ادامه داد. همزمان در کالج بروکلین نیویورک هم کار میکرد. پس از دریافت فوق لیسانس همانجا به کار ادامه داد و در سال ۱۹۴۱ به درجه استادیاری و در سال ۱۹۴۸ به دانشیاری و در ۱۹۵۳ به استادی تمام رسید. در سالهای ۵-۱۹۵۴ دارای عضویت گوگنهایم بود. او در زمینه تاریخ آنالیز و هندسه تحلیلی پژوهشهایی کرد و کارهایی که در این زمینه در تز فوق لیسانسش انجام داد سپس بعنوان کتابی ابتدا با نام «مفاهیمی از حسابان» و سپس با نام «تاریخ حسابان و پرورش تاریخی اش» به چاپ رسید. در سالهای معاون انجمن آمریکایی پیشرفت دانش بود. وی همچنین جزو ناشران آرشیو تاریخ دانشهای دقیق و واژه نامه زندگینامه علمی بود و در آنجا مسئولیت زندگینامه ریاضیدانان را بر دوش داشت.

## آثار
- The Concepts of the Calculus. A critical and historical Discussion of the Derivative and the Integral Columbia University Press, New York NY 1939 (New York NY, Columbia University, Dissertation), (auch: Hafner Publishing, New York NY 1949; als: The History of the Calculus and its Conceptual Development. Dover Publications, New York NY 1959; ebenda 2010, ISBN 978-0-486-60509-8).
- History of analytic geometry (= Scripta mathematica. The Scripta mathematica Studies. Bd. 6/7, ZDB-ID 766190-3). Yeshiva University, New York NY 1956 (Nachdruck: Dover Publications, Mineola NY 2004, ISBN 0-486-43832-5).
- The Rainbow. From myth to mathematics. Yoseloff, New York NY, u. a. 1959; Princeton University Press, Princeton NJ, 1992, ISBN 0-691-02405-7.
- A History of mathematics. Wiley, New York NY u. a. 1968 (2nd, revised Edition von Uta C. Merzbach. ebenda 1991, ISBN 0-471-54397-7).